# ジョージ・フォード
ジョージ・フォード（George Ford、1993年3月16日 - ）は、プレミアシップセール・シャークスに所属するラグビーユニオン選手。

## プロフィール
- イングランド・オールダム出身。
- ポジションはスタンドオフ(SO)。
- 身長 178cm、体重 85kg
- U20イングランド代表に選ばれたことがある[1]。
- イングランド代表キャップは84（2023年8月現在）でラグビーワールドカップ2015・ラグビーワールドカップ2019・ラグビーワールドカップ2023のイングランド代表に選ばれた[2][3]。

## 略歴
レスター・タイガース、リーズ、バースを経て、2017年、レスター・タイガースに復帰。 
2022年、セール・シャークスに加入。